# Hugh Everett
Pour les articles homonymes, voir Everett.
Ne doit pas être confondu avec Everett Hughes, sociologue américain
Hugh Everett est un physicien et mathématicien américain, né le 11 novembre 1930 à Washington et mort le 19 juillet 1982 à McLean (Virginie). Il a été rendu célèbre par son hypothèse des mondes multiples en physique, également nommée interprétation d'Everett. Il a aussi inventé une généralisation de la méthode des multiplicateurs de Lagrange donnant accès à l'optimisation de fonctions, même discrètes (donc sans gradient) sous contraintes en les ramenant à une suite convergente d'optimisations sans contraintes.

## Biographie

### Thèse de doctorat
Il étudie le génie chimique, puis trois ans les mathématiques et la physique à l'université de Princeton ; il rencontre notamment Niels Bohr. Il commence à ébaucher ce qui deviendra sa théorie et en avril 1956 il soutient sa thèse de doctorat, appuyée par John Wheeler, son directeur d'étude et publie en 1957 un article sur son interprétation des états relatifs de la mécanique quantique qui va à l'encontre de l'interprétation de Copenhague.

### Les multiplicateurs d'Everett
Ayant déjà travaillé à l'université sur l'application des jeux pour la défense, il entre à l'Institut pour les Analyses de la Défense et se marie avec la secrétaire qui avait dactylographié sa thèse, Nancy Gore, avec qui il aura deux enfants. Il dirige alors la division mathématique du groupe d'évaluation des systèmes d'armement, modélisant l'utilisation de l'arme atomique. En 1963, il découvre que la méthode des multiplicateurs de Lagrange jusqu'alors utilisés pour trouver l'extremum de fonctions continues et dérivables reste utilisable, moyennant un changement d'interprétation, sur des fonctions non continues, non dérivables et non-convexes à maximiser ou minimiser sous contraintes... sous réserve de savoir tout de même trouver un optimum d'une fonction de genre en l'absence de contraintes.
Or ce cas de figure représente l'essentiel des problèmes de recherche opérationnelle sur lesquels on bute à l'époque (camions, palettes, entrepôts, conteneurs, découpes, munitions...). Comprenant le potentiel de sa méthode et les bénéfices qu'il peut en tirer, il fonde sa première société, Lambda (lettre grecque par laquelle on désigne habituellement les multiplicateurs qui se nommeront quelque temps d'Everett ou de Lagrange généralisés. On la nomme plus volontiers depuis méthode des pénalités).
Des méthodes voisines existaient déjà de façon heuristique, mais l'apport d'Everett est d'avoir fourni un algorithme dont il démontrait et chiffrait la convergence vers les bonnes valeurs de lambda d'une itération à la suivante. Essentiellement, sa méthode consiste à modifier d'une itération à la suivante chaque composante du vecteur lambda des pénalités (qui contient autant de composantes qu'il existe de contraintes) selon que l'on est dans l'un des trois cas de figure suivants :
- On s'est rapproché de la contrainte : multiplication par c1
- On est passé de l'autre côté de la contrainte : multiplication par c2
- On s'est éloigné de la contrainte (sous l'effet des autres composantes de lambda) : multiplication par c3

Everett montre que si l'on satisfait une relation entre c1, c2 et c3, la convergence sera garantie quelles que soient la fonction considérée et les fonctions de contrainte.
Voir Optimisation (mathématiques) § Méthodes numériques
Robin B. S. Brooks et A. M. Geoffrion publieront en 1966 dans Operations Research une méthode permettant d'obtenir rapidement ces coefficients par l'optimisation linéaire dans certains cas bien conditionnés.
La méthode a été appliquée à la recherche de très grands nombres ayant telle ou telle caractéristique de division particulière.

### Diversification
Il se consacre par la suite entièrement à la recherche pour la défense et pour l'armement nucléaire — publiant notamment un article sur l'optimisation du nombre de tués lors d'un bombardement nucléaire. Véritable touche-à-tout, il fonde dans les années 1970 plusieurs entreprises sur des thèmes informatiques, Lambda en 1964 qu'il quitte en 1973, année où il fonde DBS.
En 1976, sa théorie est redécouverte par la communauté scientifique à la suite d'une série d'articles de John Wheeler. Il devient célèbre à partir de 1978, et exprime en 1979 son intention de revenir à ses travaux de mécanique quantique.

### Vie privée
Sa vie privée a été marquée par une tendance à l'alcoolisme et par une certaine froideur vis-à-vis de ses enfants, au nombre desquels figure Mark Oliver Everett, musicien connu et leader du groupe Eels.

## Anecdotes
- À douze ans, il écrit une lettre au père de la théorie de la relativité, lui demandant si ce qui faisait tenir l'univers ensemble était aléatoire ou unificateur. Contre toute attente, le 11 juin 1943, il reçoit une réponse : « Cher Hugh, il n'existe ni force irrésistible ni corps indéplaçable. Mais il semblerait qu'il existe un garçon têtu qui a victorieusement forcé sa voie à travers des difficultés étranges créées par lui pour cela. Amicalement, A. Einstein ».